# Régiment d'opérations spéciales du Canada
Le Régiment d'opérations spéciales du Canada ou ROSC (en anglais : Canadian Special Operations Regiment ou CSOR) est une unité des forces spéciales des Forces armées canadiennes. Sa mission est de servir d'unité agile déployable partout dans le monde ainsi que de soutenir les opérations de la Deuxième Force opérationnelle interarmées. Il est sous le Commandement des Forces d'opérations spéciales du Canada (COMFOSCAN).

## Histoire
Le Régiment d'opérations spéciales du Canada a été créé en 2006.
Le ROSC reprend l'héritage et porte les honneurs de bataille de la 1re Force de service spécial (1st Special Service Force) surnommée la « Brigade du Diable », une unité canado-américaine qui servit au cours de la Seconde Guerre mondiale.
Commandants en ordre chronologique depuis la création du régiment :
- Colonel Jamie Hammond
- Lieutenant-colonel Greg Smith
- Lieutenant-colonel John Vass
- Lieutenant-colonel Hank Szelecz